# Alen Kozar
Alen Kozar, slovenski nogometaš, * 7. april 1995.
Kozar je profesionalni nogometaš, ki igra na položaju vezista. Od leta 2025 je član bosansko-hercegovskega klubaSloga Meridian. Ped tem je igral za slovenske klube Muro 05, Aluminij in Muro ter malezijski Balestier Khalsa. Skupno je v prvi slovenski ligi odigral 93 tekem in dosegel tri gole, v drugi slovenski ligi pa 51 tekem in deset golov. Z Muro je osvojil naslov slovenskega državnega prvaka v sezoni 2020/21 in slovenski pokal leta 2020.